# Daning
Daning (chinesisch 大宁县,  Dàníng Xiàn) ist ein chinesischer Kreis der bezirksfreien Stadt Linfen in der Provinz Shanxi. Er hat eine Fläche von 954,7 km² und zählt 52.166 Einwohner (Stand: Zensus 2020). Sein Hauptort ist die Großgemeinde Xinshui (昕水镇).

## Gemeindestruktur
Auf Gemeindeebene setzt sich der Kreis aus zwei Großgemeinden und drei Gemeinden zusammen. Diese sind:
- Großgemeinde Xinshui 昕水镇
- Großgemeinde Qu'e 曲峨镇

- Gemeinde Sanduo 三多乡
- Gemeinde Taide 太德乡
- Gemeinde Xujiaduo 徐家垛乡
- Gemeinde Taigu 太古乡